# マリプロフンドゥス・フェッロオクシュダンス
マリプロフンドゥス・フェッロオクシュダンス（Mariprofundus ferrooxydans）は、グラム陰性微好気性の鉄酸化細菌で、2013年10月現在、ゼータプロテオバクテリア唯一の記載種である。

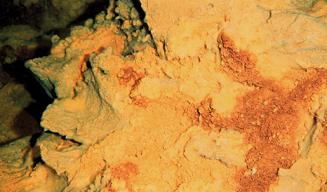
黄色酸化鉄に覆われたロイヒの岩

本種は、ハワイ島近隣の海底火山ロイヒ海山に存在する噴出孔のバクテリアマットより発見、2007年に報告された。16S rRNA系統解析で他のプロテオバクテリアと離れた結果が出ていることから、独立したゼータプロテオバクテリア綱が立てられている。エネルギーの獲得は鉄を微酸素下で酸化することで得ており、二酸化炭素を固定して化学合成独立栄養的に増殖する。増殖の最適温度は23°Cの中温性。菌体サイズはおおむね0.5×2–5µm程度である。
学名は、いくつかのラテン語とギリシャ語を合成した新ラテン語で、「鉄を酸化する・深い海（の生物）」の意（ただし、ラテン語の文法としてはMariprofundumとするのが正しい）。